# Gloria (пісня U2)
«Gloria» — другий сингл з другого студійного альбому ірландського рок-гурту U2 October.
«Gloria» була виконана гуртом понад 350 разів. Останнє виконання пісні відбулося 14 грудня 2005 року.
Режисер: Мейерт Ейвіс. Кліп був знятий в жовтні 1981 року на баржі в Гранд Канал Док в Дубліні біля Windmill Lane Studios. Він був першим відеокліпом U2, який отримав сильну ротацію на MTV. В кліпі зображено U2, які виступають на баржі в той час, як натовп глядачів танцює. Ні пісня, ні відео не були включені до будь-якої компіляції гурту.

## Список композицій
| #  | Назва                                              | Тривалість |
| -- | -------------------------------------------------- | ---------- |
| 1. | «Gloria»                                           | 4:12       |
| 2. | «I Will Follow» (Live from Boston, 6 березня 1981) | 3:48       |

## Позиції в чартах
| Чарт (1981)               | Найвища позиція |
| ------------------------- | --------------- |
| Irish Singles Chart       | 10              |
| New Zealand Singles Chart | 15              |
| UK Singles Chart          | 55              |